# 改造社
改造社（日语：／ Kaizōsha）是日本的一個出版社。改造社由山本實彥於1919年（大正八年）1月建立，其綜合雜誌《改造》於同年4月起發行，與中央公論社出版的《中央公論》並為日本在第二次世界大战前的進步主義論壇。除《改造》雜誌外，改造社也知名於其於1926年（大正十五年／昭和元年）12月起發行的《現代日本文學全集》（〔〕／ Gendai Nihon Bungaku Zenshū）所引發的「圓本合戰」（〔〕／ Enpon Gassen）。1954年（昭和二十九年）末，改造社爆發內部爭議，並由此形成了「改造」不執筆同盟，這導致《改造》雜誌於1955年（昭和三十年）2月最後一次刊行，改造社也隨之而解散。